# Змова Фієско в Генуї
«Змова Фієско в Генуї» (нім. Die Verschwörung des Fiesco zu Genua) — друга драма німецького драматурга Фрідріха Шиллера, опублікована 1783 року Крістіаном Фрідріхом Шваном. У цій п'єсі автор уперше у своїй творчості звертається до жанру історичної драми. Сюжет побудовано навколо невдалого політичного перевороту під час боротьби двох генуезьких аристократичних партій XVI століття (спроба представників аристократичної генуезької родини Фієскі організувати змову проти тиранії дожа Андреа Доріа).
Шиллер почав роботу над п'єсою в 1782 році після прем'єри своєї дебютної драми «Розбійники» і присвятив її своєму колишньому наставнику Якобу Фрідріху Абелю. Перша вистава відбулася на сцені Мангеймського театру в січні 1784 року. Загалом п'єса ставилась на сцені 75 разів, частіше, ніж постановка п'єси «Гец фон Берліхінген» Йоганна Вольфганга фон Гете. У листопаді 1928 року «Березіль» поставив п'єсу «Змова Фієско в Генуї» в Харкові. За мотивами п'єси також знято німе кіно «Змова в Генуї» (1921, Німеччина) режисера Пауля Лені.
У «Змові Фієско в Генуї» Фрідріх Шиллер зображає два протилежні громадсько-політичні табори — табір тиранії та деспотичного свавілля з одного боку й табір республіканської свободи та громадського добробуту з другого. Їх зіткнення і змагання становить основний конфлікт трагедії. 
У передмові до п'єси Шиллер перелічує історичні джерела, якими користувався під час написання твору:
- «Змова графа Жана Луї Фієскі» (фр. La Conjuration du comte de Fiesque, 1639) Жана-Франсуа де Гонді;
- «Історія владарювання імператора Карла V» (англ. The history of the reign of Charles V) Вільяма Робертсона в німецькому перекладі 1779 року;
- «Детальні історико-політичні відомості про республіку Генуї» Габерліна.

Фактичний матеріал про змову і змовників Шиллер почерпнув з книги англійського історика Вільяма Робертсона. 